# Frühkindliche Hirnschädigung
Die frühkindliche Hirnschädigung ist der Sammelbegriff für eine Schädigung des Zentralnervensystems zwischen dem 6. Schwangerschaftsmonat und dem 3. bis 6. Lebensjahr. Diese Schädigung ist in jedem Fall abgeschlossen und schreitet nicht etwa aufgrund einer fortbestehenden angeborenen Erkrankung fort. Sie zeigt sich unter anderem durch verschieden ausgeprägte Bewegungsstörungen, die sich auf die Koordination und die Bewegungsabläufe beziehen. Häufig wird der Begriff gleichbedeutend mit der infantilen Zerebralparese verwendet. Letztere stellt aber genaugenommen nur ein Symptom einer frühkindlichen Hirnschädigung dar. Es können neben der motorischen auch andere Funktionen des Zentralnervensystems beeinträchtigt sein. Da die Schädigung in der Regel nicht wieder rückgängig zu machen (irreversibel) ist, gibt es auch keine ursächliche, heilende Behandlung, sondern die Therapie besteht in symptomatischen Maßnahmen zur Linderung der Symptome und Verbesserung der Beweglichkeit.

## Ursachen
Da die Schädigung über einen langen Zeitraum des sich noch entwickelnden kindlichen Gehirns eintreten kann, sind auch die Ursachen mannigfaltig und unterschiedlich. Jeder längerdauernde Sauerstoffmangel vor, während oder nach der Geburt führt durch das Absterben von Nervenzellen zu einer frühkindlichen Hirnschädigung, beispielsweise zu einer  Ulegyrie. Bestimmte Infektionen (beispielsweise Toxoplasmose, Cytomegalie) können die Hirnentwicklung des ungeborenen Kindes schon während der Schwangerschaft im Mutterleib schädigen. Hirnblutungen betreffen vor allem Frühgeborene, weil bei ihnen die Wände der Blutgefäße im Gehirn aufgrund der Unreife noch besonders brüchig sind und bei geringen mechanischen Belastungen verletzt werden können. Nicht behandelte Stoffwechselstörungen wie die Phenylketonurie oder Organfehlfunktionen wie die Hypothyreose (Schilddrüsenunterfunktion) oder auch Mangelsituation wie der Jodmangel können zu schweren Hirnschäden führen. Eine schwere Neugeborenengelbsucht kann mit einer Bilirubinenzephalopathie eine spezielle Form einer Schädigung des Gehirns im frühen Kindesalter verursachen. Bei Kindern jenseits der Neugeborenperiode stellen Schädel-Hirn-Verletzungen oder Hirnhautentzündungen eine häufige Ursache einer bleibenden Hirnschädigung dar. In seltenen Fällen können auch Alkohol- oder Medikamentenvergiftungen die Ursache sein.

## Symptome
Je nach Art und Schwere der Schädigung können nur gering ausgeprägte Symptome bis hin zu schwersten Behinderungen vorkommen. Unmittelbar nach der Geburt kann ein Neugeborenes, bei dem schon im Mutterleib eine Hirnschädigung eingetreten ist, beispielsweise durch fehlende oder verminderte Spontanbewegungen und eine herabgesetzte Muskelspannung auffallen. Später entsteht eine erhöhte Muskelspannung bei willkürlichen Bewegungen (Spastik) mit Spitzfußstellung (Infantile Zerebralparese). Jede bleibende Hirnschädigung kann auch Krampfanfälle, die teilweise auch erst im jugendlichen Alter auftreten können, verursachen. Die Sinnesfunktionen können in Form von Wahrnehmungsstörungen nur leicht beeinträchtigt oder bis hin zu Blind- und Taubheit vollständig zerstört sein. Außerdem kann die geistige Entwicklung in unterschiedlichem Ausmaß gestört sein (Entwicklungsverzögerung).

## Diagnose
Eine ausführliche Erhebung der Vorgeschichte (Anamnese) in Bezug auf Schwangerschaft und Geburt sowie Erkrankungen der Mutter liefert wichtige Informationen. Ebenso werden nach eingehenden Untersuchungen Tumore oder Entzündungen ausgeschlossen.
Durch ein EEG (Messung der Gehirnströme) werden Veränderungen sichtbar gemacht und die Untersuchung zeigt auch ob Krampfanfälle vorliegen.
Bei einem Neugeborenen kann durch eine Ultraschalluntersuchung (Sonographie) festgestellt werden ob Blutungen oder andere Defekte vorhanden sind.

## Therapie
Verschiedene Symptome können durch Medikamente gemildert oder kontrolliert werden. Zur Verringerung der Muskelspannung kann unter anderem Baclofen eingesetzt werden. Auch eine Behandlung einzelner Muskeln mit Botulinum-Toxin zur Verringerung der Muskelspannung bei spastischer Lähmung ist etabliert. Antikonvulsiva können die Krampfanfälle gegebenenfalls unterdrücken oder zumindest ihre Häufigkeit reduzieren. Die medizinische Behandlung wird von der Physiotherapie, Ergotherapie und Logopädie unterstützt. Die Physiotherapie ist wichtig um Kontrakturen möglichst gering zu halten und die noch vorhandenen Bewegungen aufrechtzuerhalten. Dabei werden die Eltern einbezogen und angeleitet damit die entsprechenden Übungen auch zu Hause durchgeführt werden können. Die Ergotherapie trainiert spielerisch die Grob- und Feinmotorik sowie alltagspraktische Bewegungsabläufe und hilft so dem kleinen Patienten sich im Alltag zurechtzufinden. Bei der Logopädie wird die eingeschränkte sprachliche Fähigkeit gefördert und verbessert. Auch hat sie eine Verbesserung der Mundmotorik zur Linderung von Schluckstörungen und somit Verbesserung der Ernährbarkeit zum Ziel. Auch die heilpädagogische Frühförderung gehört zu einem ganzheitlichen Behandlungskonzept bei betroffenen Kindern.

## Rechtliche Folgen
Eine frühkindliche Hirnschädigung verursacht eine erhebliche finanzielle Belastung der betroffenen Familie. Die Pflegebedürftigkeit und die Therapie gehen mit hohen Kosten einher. Oft müssen auch berufliche Tätigkeiten aufgegeben werden, was zu weiteren Einbußen führt. Ist die frühkindliche Hirnschädigung auf einen Behandlungsfehler oder auf eine anders gelagerte schuldhafte Verursachung durch eines Dritten zurückzuführen, stehen Ansprüche im Rahmen der Arzthaftung oder des Schadenersatzrechts im Raum. Es handelt sich dabei in der Regel um Großschadensfälle, die einer intensiven juristischen Aufarbeitung bedürfen. Ziel ist die finanzielle Kompensation der erlittenen materiellen und immateriellen Einbußen.